# Okręg wyborczy nr 18 do Sejmu Rzeczypospolitej Polskiej (1991–1993)
Okręg wyborczy nr 18 do Sejmu Rzeczypospolitej Polskiej (1991–1993) obejmował województwo poznańskie. W ówczesnym kształcie został utworzony w 1991. Wybieranych było w nim 14 posłów w systemie proporcjonalnym.
Siedzibą okręgowej komisji wyborczej był Poznań.

## Wybory parlamentarne 1991
Głosowanie odbyło się 27 października 1991.
| Komitet wyborczy                                      | Komitet wyborczy                                     | Głosów | %     | Mandaty | Wybrani posłowie                     |
| ----------------------------------------------------- | ---------------------------------------------------- | ------ | ----- | ------- | ------------------------------------ |
|                                                       | Unia Demokratyczna                                   | 74 387 | 17,40 | 2       | Tadeusz Mazowiecki, Hanna Suchocka   |
|                                                       | Sojusz Lewicy Demokratycznej                         | 44 899 | 10,50 | 2       | Andrzej Baraniecki, Krystyna Łybacka |
|                                                       | Kongres Liberalno-Demokratyczny                      | 41 957 | 9,82  | 1       | Władysław Reichelt                   |
|                                                       | Polskie Stronnictwo Ludowe Sojusz Programowy         | 32 170 | 7,53  | 1       | Stanisław Kalemba                    |
|                                                       | Wyborcza Akcja Katolicka                             | 30 610 | 7,16  | 1       | Piotr Walerych                       |
|                                                       | Wielkopolsce i Polsce                                | 23 188 | 5,42  | 1       | Wiesława Ziółkowska                  |
|                                                       | Porozumienie Obywatelskie Centrum                    | 19 992 | 4,68  | 1       | Roman Andrzejewski                   |
|                                                       | Unia Polityki Realnej                                | 19 768 | 4,62  | 1       | Janusz Korwin-Mikke                  |
|                                                       | Niezależny Samorządny Związek Zawodowy „Solidarność” | 18 622 | 4,36  | 1       | Marek Zieliński                      |
|                                                       | Partia Chrześcijańskich Demokratów                   | 17 855 | 4,18  | 1       | Paweł Łączkowski                     |
|                                                       | Polska Partia Przyjaciół Piwa                        | 17 019 | 3,98  | 1       | Cezary Urbaniak                      |
|                                                       | Konfederacja Polski Niepodległej                     | 16 308 | 3,82  | 1       | Wojciech Pęgiel                      |
|                                                       | Porozumienie Ludowe                                  | 11 884 | 2,78  | –       |                                      |
|                                                       | Solidarność Pracy                                    | 11 170 | 2,61  | –       |                                      |
|                                                       | Partia Wolności                                      | 6949   | 1,63  | –       |                                      |
|                                                       | Wielkopolska Koalicja Samorządowa                    | 5939   | 1,39  | –       |                                      |
|                                                       | Stronnictwo Demokratyczne                            | 5297   | 1,24  | –       |                                      |
|                                                       | Osoby Niepełnosprawne, Emeryci i Renciści            | 4955   | 1,16  | –       |                                      |
|                                                       | Chrześcijańska Demokracja                            | 4690   | 1,10  | –       |                                      |
|                                                       | Stronnictwo Narodowe                                 | 3708   | 0,87  | –       |                                      |
|                                                       | Polska Partia Ekologiczna – Zieloni                  | 3646   | 0,85  | –       |                                      |
|                                                       | Zdrowa Polska - Sojusz Ekologiczny                   | 3573   | 0,84  | –       |                                      |
|                                                       | Koalicja Republikańska                               | 2548   | 0,60  | –       |                                      |
|                                                       | Ruch Demokratyczno-Społeczny                         | 2420   | 0,57  | –       |                                      |
|                                                       | Wielkopolanki 91                                     | 1345   | 0,31  | –       |                                      |
|                                                       | Blok Ludowo-Chrześcijański                           | 1219   | 0,29  | –       |                                      |
|                                                       | Polski Związek Zachodni                              | 739    | 0,17  | –       |                                      |
|                                                       | Ruch Chrześcijańsko-Społeczny „Przymierze”           | 572    | 0,13  | –       |                                      |
| Frekwencja: 47,72% Źródło: Państwowa Komisja Wyborcza |                                                      |        |       |         |                                      |